# Tachytrechus pseudonotatus
Tachytrechus pseudonotatus är en tvåvingeart som beskrevs av Yang och Zhang 2006. Tachytrechus pseudonotatus ingår i släktet Tachytrechus och familjen styltflugor.
Artens utbredningsområde är Guatemala. Inga underarter finns listade i Catalogue of Life.